# كيفن موراي (لاعب كرة قدم أمريكية)
كيفن موراي (بالإنجليزية: Kevin Murray)‏ هو لاعب كرة قدم أمريكية أمريكي، ولد في 18 يونيو 1964 في دالاس في الولايات المتحدة.